# Fabian Barański
Fabian Barański (Włocławek, 27 de mayo de 1999) es un deportista polaco que compite en remo.
Participó en dos Juegos Olímpicos de Verano, obteniendo una medalla de bronce en París 2024, en la prueba de cuatro scull, y el cuarto lugar en Tokio 2020, en la misma prueba.
Ganó tres medallas en el Campeonato Mundial de Remo entre los años 2019 y 2023, y cuatro medallas en el Campeonato Europeo de Remo entre los años 2019 y 2024.

## Palmarés internacional
| Juegos Olímpicos   | Juegos Olímpicos         | Juegos Olímpicos  | Juegos Olímpicos |
| Año                | Lugar                    | Medalla           | Prueba           |
| ------------------ | ------------------------ | ----------------- | ---------------- |
| 2024               | París (Francia)          | Medalla de bronce | Cuatro scull     |
| Campeonato Mundial |                          |                   |                  |
| Año                | Lugar                    | Medalla           | Prueba           |
| 2019               | Ottensheim (Austria)     | Medalla de plata  | Cuatro scull     |
| 2022               | Račice (República Checa) | Medalla de oro    | Cuatro scull     |
| 2023               | Belgrado (Serbia)        | Medalla de bronce | Cuatro scull     |
| Campeonato Europeo |                          |                   |                  |
| Año                | Lugar                    | Medalla           | Prueba           |
| 2019               | Lucerna (Suiza)          | Medalla de oro    | Doble scull      |
| 2022               | Múnich (Alemania)        | Medalla de plata  | Cuatro scull     |
| 2023               | Bled (Eslovenia)         | Medalla de oro    | Cuatro scull     |
| 2024               | Szeged (Hungría)         | Medalla de bronce | Cuatro scull     |